# Martin van Drunen
Martin van Drunen (Uden, 1966) è un cantante e bassista olandese.

## Carriera

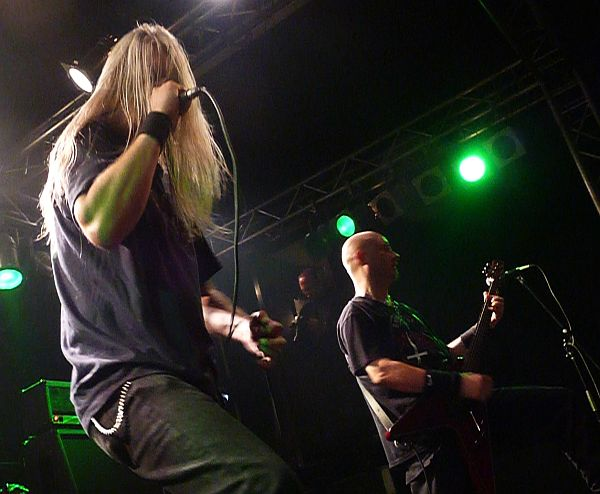
Martin van Drunen con gli Hail of Bullets nel 2009 a Berlino

Ha registrato due album (Malleus Maleficarum e Consuming Impulse) con i Pestilence alla fine degli anni '80.
Dopo aver lasciato i Pestilence, è entrato nel 1990 nella formazione degli Asphyx, con i ruoli di cantante e bassista. Con questo gruppo ha inciso due album, ossia The Rack (1991) e Last One on Earth (1992) e un EP, Crush the Cenotaph (1992).
Del 1993 è l'unico suo lavoro con il gruppo Comecon, rappresentato dall'album Converging Conspiracies. Nello stesso periodo è attivo in un altro progetto chiamato Submission.
Nel 1995 entra nella band britannica Bolt Thrower, con cui però rimarrà poco tempo, senza incidere dischi, ma facendo solo apparizioni dal vivo.
Nel 2006 è cofondatore del gruppo Hail of Bullets, a cui aderisce anche Ed Warby. Il primo album del gruppo esce nel 2008, a cui fa seguito, nel 2010, un secondo lavoro.
Nel 2009 partecipa all'album The Lustrate Process del gruppo svedese The Project Hate MCMXCIX.

## Discografia

### Pestilence
- Malleus Maleficarum (1988)
- Consuming Impulse (1989)

### Asphyx
Albums
- The Rack (1991)
- Last One on Earth (1992)
- Death...The Brutal Way (2009)
- Deathhammer (2012)
- Incoming Death (2016)
- Necroceros (2021)

EPs & Altro
- Crush the Cenotaph (EP) (1992)
- Death... The Brutal Way (7" advance single) (2008)
- Live Death Doom (live DVD) (2010)

### Comecon
- Converging Conspiracies (1993)

### Death By Dawn
- One Hand, One Foot and a Lot of Teeth (2006)

### Hail of Bullets
- Hail of Bullets (demo)
- …Of Frost and War (2008)
- Warsaw Rising (EP) (2009)
- On Divine Winds (2010)
- III: The Rommel Chronicles (2013)

### With Grand Supreme Blood Court
- Bow Down Before the Blood Court (2012)